# Schwanzwirbel

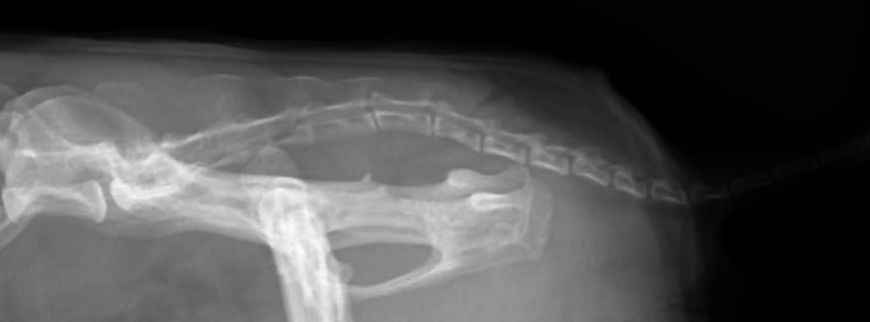
Röntgenbild von Becken, Kreuzbein und Schwanzwirbelsäule eines Kaninchens

Schwanzwirbel (Vertebrae caudales) sind die Wirbel im Bereich des Schwanzes bei Wirbeltieren. Beim Menschen sind die Schwanzwirbel rudimentär und zum Steißbein verwachsen. Die Anzahl der Schwanzwirbel ist je nach Tierart verschieden, bei Haustieren gibt es auch Rassevariationen. Die Schwanzwirbel sind die knöcherne Grundlage des Schwanzes und dienen dem Ansatz der Schwanzmuskulatur.
Im Vergleich zu den übrigen Wirbeln der Wirbelsäule sind die Fortsätze der Schwanzwirbel – vor allem in Richtung Schwanzspitze – stärker reduziert: Während die ersten Schwanzwirbel noch Lendenwirbeln ähneln, sind die hinteren nur noch einfache konische Gebilde. Auch die Wirbelbogen schließen sich an den hinteren Schwanzwirbeln nicht mehr vollständig, so dass der Wirbelkanal rückenseitig (dorsal) offen ist. Bei einigen Säugetieren – beispielsweise Raubtieren und Rindern – tragen die Schwanzwirbelkörper beidseits nach unten gerichtete Fortsätze, die Hämalfortsätze (Processus hemales). Diese können sich an ihren Enden zu Hämalbogen (Arcus hemales) schließen, durch die die Arteria caudalis mediana verläuft. Bei Vögeln sind die letzten Schwanzwirbel zum Pygostyl verwachsen (→ Vogelskelett).
Die Öffnungen zwischen den Wirbelbogen (Spatia interarcualia) der ersten beiden Schwanzwirbel können zur Epiduralanästhesie genutzt werden.